# Pieter Boddaert
Pieter Boddaert, född den 26 maj 1733 i Middelburg, Nederländerna, död den 6 maj 1795 i Middelburg, var en nederländsk läkare, fysiolog, zoolog och naturforskare.
Boddaert blev medicine doktor vid universitetet i Utrecht och var sedan docent för naturhistoria. 1783 publicerade han en identifikationsnyckel för Louis-Jean-Marie Daubentons planschverk Planches enluminees där han gav de avbildade växterna vetenskapliga namn. 1785 utkom verket Elenchus Animalium där flera däggdjur för första gången fick namn med binärnomenklatur, däribland kvaggan och tarpan.
Boddaert var i brevkontakt med Carl von Linné och de skrev bland annat om nya publikationer inom vetenskapen.